# Nikolaj Tolstoj
Grof Nikolaj Tolstoj (Nikolai Tolstoy) (1935.) je engleski povjesničar ruskog porijekla. Rođen u engleskoj grofoviji Kent. Njegov otac emigrirao iz Rusije odnosno SSSR-a 1920. Njegov pradjed bio je bratić slavnog pisca Lava Nikolajeviča Tolstoja i komornik na dvoru cara Nikole II. Ime Nikolaj dobio je po pretku poginulom u sukobu s kozačkim pobunjenicima 1774. godine. 
Stručnjak je za povijest Kozaka. Studirao je povijesne znanosti u Engleskoj i Irskoj, a njegove se knjige većinom bave novijom poviješću odnosa između Rusije i Europe te nevinim žrvama drugog svjetskog rata (Staljinov tajni rat, Žrtve Jalte, Ministar i pokolji). 
Objavio je također opsežnu monografiju o dinastiji Tolstojevih, dok kao svoj najdraži predmet proučavanja navodi keltske mitove, kojima se pozabavio u studiji Potraga za Merlinom te u povijesnom romanu Dolazak kralja.
Napisao je dvije povijesne knjige o događajima svibnja 1945. u Koruškoj, gdje su zapadni saveznici izručili zarobljene kozake SSSR-u te zarobljene četnike, vojnike NDH, i slovenske belogardejce Jugoslavenskoj armiji. 
U knjizi Ministar i pokolji piše i o Bleiburškom pokolju. Među hrvatskom političkom emigracijom toga doba i kasnije i u Hrvatskoj to je primljeno s oduševljenjem. Međutim, u ovom slučaju on odluku Britanaca ne dovodi u pitanje, jer nisu predali već zarobljene vojnike, nego su odbili prihvatiti njihovu predaju. Osim toga, njegove su simpatije izrazito na strani četnika, koje bezrezervno prihvaća kao čestite antifašističke borce, dok hrvatske zapovjednike opisuje s prezirom.
Više o tome vidi u članku Ministar i pokolji

## Djela
- Ministar i pokolji. Bleiburg i Kočevski rog, Zagreb: Nakladni zavod Matice Hrvatske, 1991.

## Vanjske poveznice
Tolstoj o Bleiburškom pokolju  Arhivirana inačica izvorne stranice od 6. svibnja 2006. (Wayback Machine)